# Michael Worth
Michael Troy Worth (Filadelfia, 13 gennaio 1965) è un attore statunitense.

## Biografia
Nacque a Filadelfia nel 1965, con discendenza tedesche e native-americane.
Firmò diversi contratti per la PM Entertainment, e lavorò parecchiò nelle serie televisive a basso costo dopo il lancio nel ruolo di "Tommy" sulla  serie tv Acapulco H.E.A.T..

## Doppiatori italiani
Nelle versioni in italiano delle opere in cui ha recitato, Michael Worth è stato doppiato da:
- Giorgio Borghetti in Acapulco H.E.A.T.
- Gianfranco Miranda in Desperate Housewives
- Francesco Meoni in The Closer